# (7119) Гиера
(7119) Гиера (лат. Hiera) — типичный троянский астероид Юпитера, движущийся в точке Лагранжа L4, в 60° впереди планеты. Астероид был открыт 11 января 1989 года американскими астрономами Кэролин и Юджином Шумейкер в Паломарской обсерватории и назван в честь женщины-воительницы, участницы Троянской войны, жены царя мисийцев Телефа, которая в одних источниках именуется Гиерой, в других — Астиохой.
- Орбита астероида Гиера и его положение в Солнечной системе